# Teoría de Kaluza-Klein

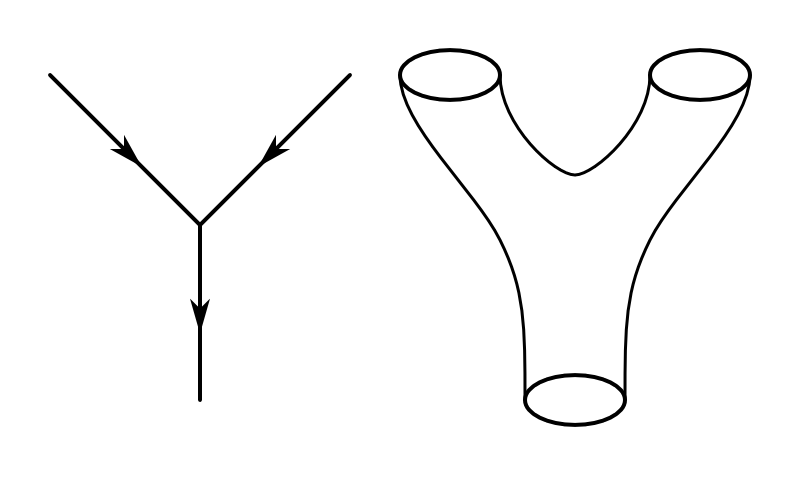
En la teoría de Kaluza-Klein original, a una entidad geométrica de dimensión d convencionales, se les asocia una entidad de dimensionalidad d+1: Un "punto" de espacio-tiempo de cuatro dimensiones es una curva cerrada (d = 1), y la trayectoria (d=1) de dos partículas que colisionan puede estudiarse sobre dos tubos que se unen (d=2).

La teoría de Kaluza-Klein es una generalización de la teoría de la relatividad general. Fue propuesta por Theodor Kaluza (1890), y refinada por Oskar Klein (1996), y trata de unificar la gravitación y el electromagnetismo, usando un modelo geométrico en un espacio-tiempo de cinco dimensiones.
Theodor Kaluza publicó por primera vez en 1921 aunque sus trabajos se remontan a 1919 cuando comunicó algunos de sus resultados a Albert Einstein. En esencia la teoría usa las ecuaciones de campo de Einstein planteadas en un espacio-tiempo de cinco dimensiones, estas ecuaciones bajo hipótesis adicionales resultan dar por un lado las ecuaciones de Einstein convencionales para el campo gravitatorio y de otro lado las ecuaciones de Maxwell del campo electromagnético. Además aparece un campo escalar extra. En 1926 Oskar Klein combinó las ideas de Kaluza con algunas ideas de la mecánica cuántica y pudo dar una estimación cuantitativa tanto de la cuantización de la carga como de la pequeñez e inobservabilidad práctica de la dimensión adicional.
Modernamente sobre la idea original de Kaluza y Klein se han construido generalizaciones de la teoría de la relatividad sobre espacio-tiempos de más de cinco dimensiones. A estas teorías, también se las llama usualmente, teorías de Kaluza-Klein aunque difieren en muchos aspectos de la propuesta original, retienen el principio de geometrización y otros aspectos de la teoría.

## Historia
La teoría general de la relatividad (1915) había logrado un considerable éxito al lograr dar una interpretación geométrica del campo gravitatorio. El propio Newton se había contentado con describir cuantitativamente la gravedad, renunciado a intentar explicar de un modo más fundamental:

Es inconcebible que una materia bruta inanimada, sin la mediación de algo más, que no es material, afecte a otra materia y actúe sobre ella sin que exista contacto mutuo. Que la gravedad sea innata, inherente y esencial para la materia, de tal modo que un cuerpo pueda actuar sobre otro a distancia a través del vacío sin la mediación de ninguna otra cosa por la cual y a través de la cual pueda transmitir la acción y la fuerza de estos cuerpos, del uno al otro, es para mí algo tan absurdo que creo que no puede acostumbrarse a ello ningún ser humano. Debe existir un agente que cause la gravedad actuando constantemente de acuerdo con ciertas leyes; pero dejo a la consideración de mis lectores el hecho de si este agente ha de ser material o inmaterial
Isaac Newton.

La nueva teoría de Einstein daba una explicación concreta de qué es la gravedad y como se propaga a través del vacío, explicándola como un efecto geométrico del espacio-tiempo curvo. Así la nueva teoría de Einstein introducía un principio de geometrización que explicaba tanto fenómenos gravitatorios previamente conocidos de la teoría de la gravitación de Newton, como hechos previamente inexplicados como el avance del perihelio  del planeta Mercurio y además era filosóficamente satisfactoria al explicar qué era la gravedad realmente.
Este éxito de la teoría general de la relatividad en explicar el campo gravitatorio, como el efecto de la curvatura de dimensiones adicionales, animó al matemático Theodor Kaluza a tratar de explicar el  propio campo electromagnético como el efecto de curvatura en dimensiones adicionales, usando las ideas básicas del principio de geometrización. La idea original de Kaluza es que el espacio-tiempo curvo M en realidad podría tener una estructura topológica MxS1, por lo que cada geodésica o curva del espacio-tiempo en realidad podía ser vista como un pequeño tubo o cilindro enrollado alrededor de dicha geodésica, la pequeñez de la dimensión de enrollado podía explicar que la quinta dimensión no fuera visible ordinariamente, aunque la existencia del campo electromagnético debía ser interpretada como una prueba de su existencia. Kaluza envió una copia de su trabajo a Einstein el 21 de abril de 1919, y Einstein le contestó por carta a Kaluza explicando que no se le había ocurrido que la unificación entre la gravedad y el electromagnetismo pudiera lograrse «mediante un mundo cilíndrico de cinco dimensiones [cuatro espaciales y una temporal]» y que «a primera vista, me gusta enormemente la idea que ha tenido usted». Una semana más tarde, Einstein escribió de nuevo a Kaluza, con un mayor escepticismo: «He leído todo su trabajo y lo encuentro realmente interesante. Hasta ahora, no he visto nada en él que me parezca imposible. Por otra parte, tengo que admitir que los argumentos que se plantean por el momento no me parecen suficientemente convincentes», no obstante, posteriormente en 1921, transcurridos más de dos años, Einstein volvió a escribir a Kaluza, después de haber tenido tiempo de digerir el planteamiento: «Me estoy planteando lo que hice hace dos años al disuadirle de publicar su idea sobre una unificación de la gravedad y la electricidad... Si usted lo desea, presentaré su trabajo a la academia».
Posteriormente, Oskar Klein (1926) retomó el resultado de Kaluza estudiando las restricciones de cuantización del momento lineal en la quinta dimensión comprimida, comparando el resultado con la carga cuantizada del electrón y la longitud de Planck y calculó que el radio característico del "loop" de la quinta dimensión debía medir unos 10-30 cm, que explicaría por qué la quinta dimensión es virtualmente invisible.

## Teoría original de Kaluza-Klein
El punto de partida de Kaluza fue introducir un espacio-tiempo de cinco dimensiones, en que el tensor métrico de dicho espacio-tiempo contenía la métrica cuatridimensional {\displaystyle g_{ij}\;} y el potencial vector {\displaystyle A_{i}\;} del campo electromagnético, además de dos funciones escalares {\displaystyle \sigma ,\phi }:

{\displaystyle [{\hat {g}}_{AB}]={\begin{pmatrix}g_{ab}+\kappa ^{2}\phi ^{2}A_{a}A_{b}&\kappa \phi ^{2}A_{a}\\\kappa \phi ^{2}A_{b}&\phi ^{2}\end{pmatrix}}}

Aquí seguimos la convención de que las mayúsculas latinas A, B,... representan índices tensoriales que van de 0 a 4, y las minúsculas a, b,... representan índices tensoriales de 0 a 3. Así las 5 coordenadas de un espacio-tiempo de Kaluza serían {\displaystyle \{x^{A}\}=\{x^{a},x^{4}\}=\{x^{0},x^{1},x^{2},x^{3},x^{4}\}}, donde la coordenada 0-ésima es la coordenada temporal y la coordenada 4-ésima es la coordenada asociada a la quinta dimensión adicional y las otras tres son las coordenadas espaciales ordinarias.
El siguiente paso de la propuesta de Kaluza es imponer artificialmente la llamada condición cilíndrica que consiste en imponer que ninguna de las componentes del tensor pentadimensional {\displaystyle {\hat {g}}_{AB}\;} depende de la coordenada adicional x4, en ese caso las ecuaciones de campo de Einstein se reducen a las condiciones del electromagnetismo clásico más las ecuaciones de la relatividad general, más una ecuación adicional para el campo escalar adicional:

{\displaystyle {\hat {R}}_{AB}-{\cfrac {\hat {R}}{2}}{\hat {g}}_{AB}=0\quad \Rightarrow {\begin{cases}R_{ab}-{\cfrac {R}{2}}g_{ab}={\cfrac {\kappa ^{2}\phi ^{2}}{2}}T_{ab}^{(EM)}-{\cfrac {1}{\phi }}\left[\nabla _{a}(\partial _{b}\phi )-g_{ab}\Box \phi \right]\\\nabla ^{a}F_{ab}=-3{\cfrac {\partial ^{a}\phi }{\phi }}F_{ab}\\\Box \phi ={\cfrac {\kappa ^{2}\phi ^{3}}{4}}F_{ab}F^{ab}\end{cases}}}

Estas ecuaciones tienen la siguiente interpretación: si se considera un espacio-tiempo cuasivacío, de topología {\displaystyle {\mathcal {M}}\times S^{1}} cinco dimensiones con la métrica adecuada, entonces el movimiento de una pequeña partícula de prueba cargada en el mismo se parece al que tendría dicha partícula en un espacio-tiempo de cuatro dimensiones {\displaystyle {\mathcal {M}}} en el que se ha introducido un campo electromagnético. Es decir, el campo electromagnético efectivo que ve una partícula cargada en el espacio-tiempo ordinario puede interpretarse como el resultado geométrico de la curvatura de un espacio-tiempo de cinco dimensiones.

## Teorías del tipo Kaluza-Klein
Las diversas versiones de las teorías de cuerdas y supercuerdas son de hecho teorías de Kaluza-Klein en las que se han combinado con principios de cuantización. Por ejemplo existen versiones de teoría de cuerdas de 10, 11 y 26 dimensiones. Por ejemplo, en la versión de la teoría de supercuerdas, además de la dimensión temporal y las tres dimensiones espaciales ordinarias, se conjetura que las dimensiones adicionales podrían tener una topología de variedad de Calabi-Yau de seis dimensiones (esto contrasta con la topología simple de la teoría original de Kaluza en que la dimensión adicional es un círculo: {\displaystyle S^{1}}).
Modernamente las teorías de Kaluza-Klein también aparecen en cosmología. Diversos relativistas han investigado las consecuencias de las ecuaciones de Einstein en espacios-tiempo de más de cuatro dimensiones:
- Por ejemplo el enfoque STM ("Space-Time-Matter") es una teoría en cinco dimensiones que la dimensión adicional tiene que ver con el valor de la masa en reposo de las partículas. De hecho dentro de cierto modelo dentro de dicho enfoque la masa de una partícula variaría según la ley:[5]

{\displaystyle {\frac {\dot {m}}{m}}={\frac {A}{t}}}

donde:
- m es la masa de la partícula,
- A una constante y
- t la edad del universo en expansión.

Diversas anomalías detectadas por la Viking cuando pasaba por la órbita de Marte mostraron variaciones aparentes del orden {\displaystyle \pm 4\cdot 10^{-12}{\mbox{yr}}^{-1}} que pueden ser explicadas mediante un valor de A = 0.11, dada la edad actual del universo.
- Otro enfoque para describir su teoría de Expansión cósmica en escala con la ayuda de una quinta dimensión, ha tomado el físico C. Johan Masreliez con lo que él llama "Dynamic incremental scale transition", DIST.[6] Esto conduce a una posible conexión con la mecánica cuántica y un toque de origen de la inercia.[7]